# Hörsaalgebäude Hans-Meerwein-Straße

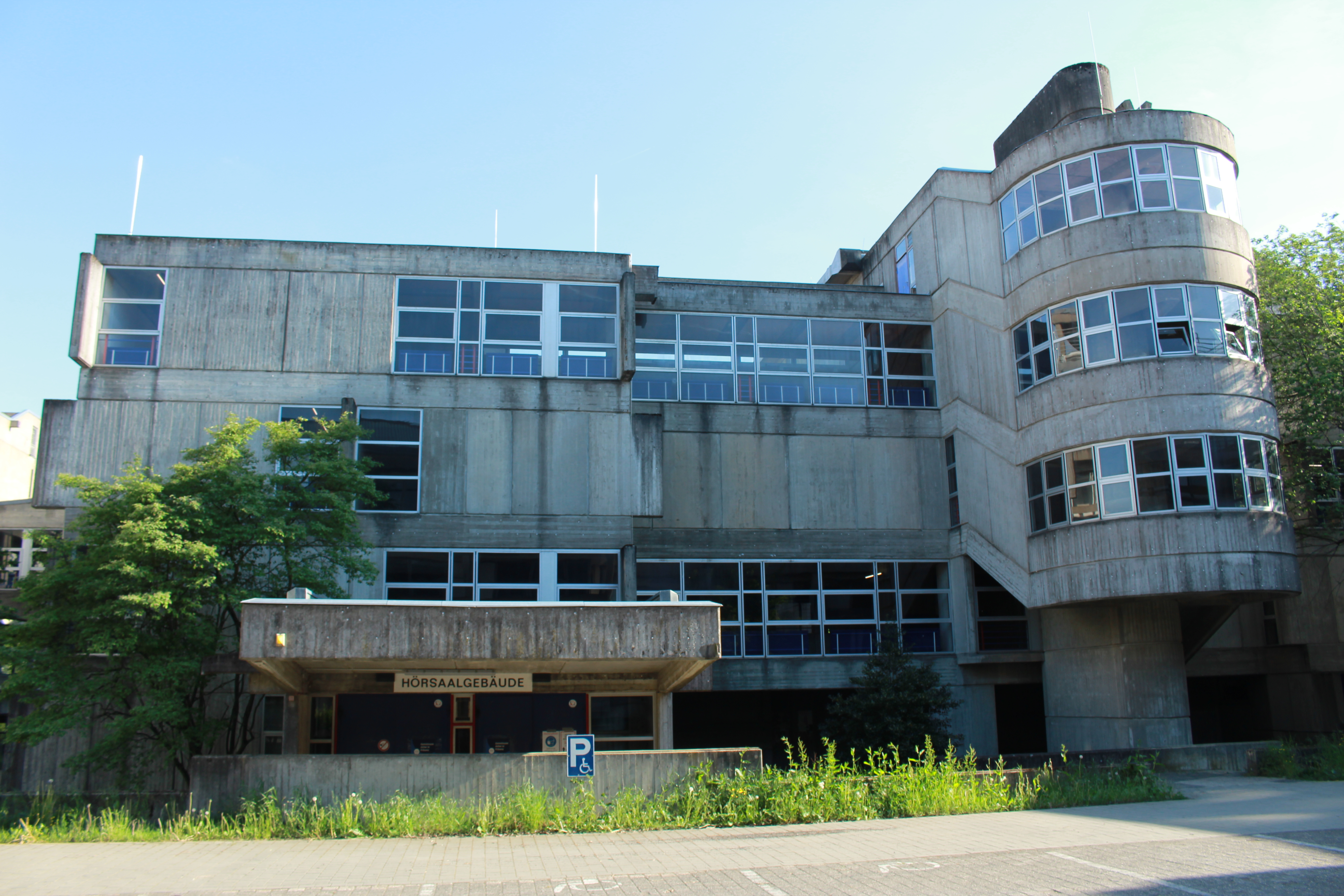
Das Hörsaalgebäude (2022)

Das Hörsaalgebäude Hans-Meerwein-Straße 8 ist ein markanter Hochschulbau der Philipps-Universität Marburg auf den Lahnbergen in Marburg. Es wurde zwischen 1969 und 1972 vom Universitäts-Neubauamt Marburg unter der Leitung von Kurt Schneider errichtet und nach einem Entwurf von Helmut Spieker umgesetzt. Der Sichtbetonbau ist baulich an die benachbarten chemischen Institute angebunden, steht unter Denkmalschutz und gilt als herausragendes Beispiel für die universitäre Architektur der deutschen Nachkriegsmoderne sowie für den Brutalismus in Marburg.

## Baugeschichte und Architektur
Im Zuge der Universitätsentwicklung der 1960er Jahre wurde der Ausbau des Campus auf den Lahnbergen geplant. Neben mehreren Institutsgebäuden entstand ein zentrales Hörsaalgebäude, das ursprünglich als gemeinsames Auditorium für die Fachbereiche Chemie, Mathematik und Geowissenschaften dienen sollte.
Das freistehende Gebäude wurde in geschlossener Massivbauweise mit Ortbeton ausgeführt. Ein prägendes architektonisches Merkmal ist die pagodenartige Hängedachkonstruktion aus vorgespannten Stahlelementen, die entfernt an traditionelle japanische Dachformen erinnert. Das skulptural gestaltete Dach dient zugleich der funktionalen Orientierung auf dem Campus und betont die Differenzierung gegenüber den umliegenden Institutsbauten des sogenannten Marburger Bausystems, einem Skelettbau aus glatten Fertigteilen.
Die tragende Struktur des Gebäudes basiert auf vertikal angeordneten Wandscheiben aus rau geschaltem Sichtbeton anstelle von Stützen. Diese Scheiben prägen den Grundriss, die Raumstruktur und das äußere Erscheinungsbild. Gestalterische Elemente wie vorspringende Wandpartien und die halbrunde Treppe im Innenhof unterstreichen den skulpturalen Charakter des Baus. Die Haustechnik ist offen sichtbar über den Betonscheiben geführt und farblich abgesetzt, was einen bewussten Kontrast zur grauen Betonoberfläche bildet.
Besonders ausgeprägt zeigt sich die formale Konzeption über dem größten Hörsaal, wo sich ein scheinbar durchhängendes Zeltdach über den Raum spannt. Die bündige, glatte Verbindung von Dach- und Wandflächen unterstützt den Eindruck struktureller Leichtigkeit. Die Gestaltung hebt sich von der tektonisch gegliederten Formensprache der benachbarten Systembauten ab. Während dort die Schalungsmuster des Betons gestalterisch an traditionelle Holzbauten erinnern, zielt die Gestaltung des Hörsaalgebäudes eher auf eine natursteinartige Wirkung ab. Alterungsprozesse wie Bewitterung und Bewuchs wurden bei der Planung mitberücksichtigt, um dem Gebäude eine dauerhaft integrierte Wirkung zu verleihen.
Der Hörsaaltrakt umfasst fünf Hörsäle mit einem umbauten Raumvolumen von rund 24.000 Kubikmetern. Eine direkte Verbindung zum benachbarten Institut für Chemie besteht über einen Gang im Obergeschoss. Aufgrund der besonderen Nutzung als zentraler Veranstaltungsort wurde für das Hörsaalgebäude ein eigenes Bausystem mit großformatigen Platten entwickelt, das sich deutlich von der Rasterstruktur der umliegenden Institutsbauten unterscheidet.

## Nutzung
Das Gebäude dient vorwiegend der Lehre in den naturwissenschaftlichen Fächern und beherbergt mehrere große Hörsäle, die fakultätsübergreifend genutzt werden. Die ursprünglich geplante Bündelung mehrerer Fachbereiche in einem zentralen Auditorium folgte sowohl wirtschaftlichen als auch gestalterischen Zielsetzungen.
Die markante Architektursprache des Gebäudes beeinflusst auch seine Nutzung: Die Orientierung innerhalb des Baukörpers gilt als wenig intuitiv, was die Wegfindung erschwert. In Foyers und Treppenhäusern führt die offene Sichtbetonstruktur zudem zu einer ausgeprägten Raumakustik mit erhöhter Geräuschentwicklung.

## Denkmalschutz
Das Gebäude wurde aufgrund seiner architektonischen Gestaltung, der markanten Dachkonstruktion und der besonderen Materialästhetik als Kulturdenkmal nach dem Hessischen Denkmalschutzgesetz eingestuft.
Der Erhalt des Bauwerks stellt besondere Anforderungen. Der in den 1960er Jahren verwendete Sichtbeton zeigt typische Alterungserscheinungen wie Karbonatisierung und eine teilweise geringe Betondeckung der Bewehrung. Sanierungsmaßnahmen, insbesondere an den Pagodendächern, führten dazu, dass die ursprünglich geplante raue Oberfläche nicht vollständig erhalten werden konnte.